# تاإيشي براندون نوزاوا
تاإيشي براندون نوزاوا (باليابانية: 野澤 大志ブランドン) (مواليد 25 ديسمبر 2002) هو لاعب كرة قدم ياباني.

## وصلات خارجية
- تاإيشي براندون نوزاوا على موقع رابطة كرة القدم اليابانية للمحترفين (اليابانية)
- تاإيشي براندون نوزاوا على موقع إي إس بي إن إف سي (الإنجليزية)
- تاإيشي براندون نوزاوا على موقع قاعدة بيانات كرة القدم.إي يو (الإنجليزية)
- تاإيشي براندون نوزاوا على موقع Soccerbase.com (لاعب) (الإنجليزية)
- تاإيشي براندون نوزاوا على موقع Soccerway.com (الإنجليزية)
- تاإيشي براندون نوزاوا على موقع عالم كرة القدم.نت (الإنجليزية)